# 6271 Фармер
6271 Фармер  (6271 Farmer) — астероїд головного поясу, відкритий 9 липня 1991 року.
Тіссеранів параметр щодо Юпітера — 3,769.